# Coupling
Coupling è una serie televisiva britannica creata da Steven Moffat, in onda sul canale BBC Two tra il 2000 e il 2004 per quattro stagioni.
In Italia è stata trasmessa a pagamento su Jimmy a partire dall'ottobre 2003 e in chiaro su MTV dall'ottobre 2004.
Diretta da Martin Dennis, la serie è incentrata sulle vicissitudini di sei trentenni, tre uomini e tre donne. La particolare staticità delle ambientazioni è dovuta al fatto che la serie si basa principalmente sulla sceneggiatura ricca ed i dialoghi brillanti. Lo sceneggiatore, Steven Moffat, riesce a creare complessi intrecci nella storia senza quasi bisogno di far muovere i personaggi, i quali prendono la maggior parte delle decisioni o seduti in un bar o davanti ad un videogioco in salotto.

## Personaggi e interpreti
- Steve Taylor, interpretato da Jack Davenport.
Trentenne che si sente eternamente bambino, spesso vittima delle imposizioni delle proprie partner. Dopo una lunga relazione con Jane, di cui non era veramente innamorato, si fidanza con Susan, anche se fatica a dichiararle il suo amore e soprattutto ad impegnarsi con lei.

- Susan Walker, interpretata da Sarah Alexander.
Bionda spigliata e smaliziata, è una donna in carriera ed in genere una donna moderna. Il suo fidanzato, Steve, è tutto l'opposto di lei e forse è per questo che riescono ad andare d'accordo.

- Jeff Murdoch (stagioni 1-3), interpretato da Richard Coyle.
Nervoso fino all'eccesso e molto insicuro, trova molto più facile elargire consigli a ripetizione piuttosto che seguirne. Impacciato con l'altro sesso, ha spesso delle reminiscenze giovanili che fanno capire quali traumi abbia subìto da giovane. La sua prima relazione importante è con il proprio principale, una donna insicura e nervosa come lui. Il personaggio lascia la serie al termine della terza stagione.

- Sally Harper, interpretata da Kate Isitt.
Trentenne complessata ed amica del cuore di Susan. Dirige un centro di bellezza, ed è eternamente ossessionata dagli inestetismi che il passare del tempo comporta, soprattutto del proprio fondoschiena che, a sua detta, si espande costantemente.

- Patrick Maitland, interpretato da Ben Miles.
L'unico del gruppo di amici ad avere una personalità forte e decisa, sicuro di sé e vero latin lover con le donne. La sua particolarità che più viene citata è di avere generose misure dal punto di vista sessuale.

- Jane Christie, interpretato da Gina Bellman.
Donna estrosa e "fuori di testa", si comporta in modo che chi la circonda non sappia mai se sia eccentrica per attirare l'attenzione o se invece sia veramente folle! È stata fidanzata per 5 anni con Steve. All'inizio ha preso male la separazione da lui, ma in seguito diventa amica di Susan, la sua nuova fidanzata.

- Oliver, interpretato da Richard Mylan.

## Episodi
| Stagione         | Episodi | Prima TV UK | Prima TV Italia |
| ---------------- | ------- | ----------- | --------------- |
| Prima stagione   | 6       | 2000        | 2003            |
| Seconda stagione | 9       | 2001        | 2003            |
| Terza stagione   | 7       | 2002        | 2003            |
| Quarta stagione  | 6       | 2004        | 2004            |